# 广州湾靖海宫
广州湾靖海宫，位于中国广东省湛江市湛江坡头区南三岛，为湛江市的一个市、县级文物保护单位，类型为古建筑，公布时间为1999年9月15日。
广州湾靖海宫的历史年代为明代。